# Station Laag-Soeren
Station Laag-Soeren, is een voormalig spoorwegstation in Laag-Soeren aan de spoorlijn Dieren - Apeldoorn. Het station werd geopend op 2 juli 1887 en gesloten op 1 augustus 1950.
De naam van het station was tot omstreeks 1935 Station Soeren, daarna is het gewijzigd in Laag-Soeren

## Stationsgebouw
Het stationsgebouw van het standaardtype KNLS 1e klasse werd gebouwd in 1886, verbouwd in 1905 en gesloopt in 1970.